# Дивергентная граница плит

Дивергентная граница плит

Диверге́нтная (конструкти́вная) грани́ца плит — линейная зона концентрации сейсмической и магматической активности между тектоническими плитами, которые раздвигаются в противоположные стороны. Примером может послужить граница между Южно-Американской и Африканской литосферными плитами, протягивающаяся по оси Срединно-Атлантического хребта. 
В рельефе Земли такие границы выражаются рифтами, в которых преобладают деформации растяжения, мощность коры характеризуется как пониженная, тепловой поток максимален, происходит активный вулканизм. Если дивергентная граница образуется на континенте, то формируется континентальный рифт, который в дальнейшем может преобразоваться в океанический бассейн с океаническим рифтом в центре. В океанических рифтах в результате спрединга формируется новая океаническая кора. Возраст коры увеличивается примерно симметрично в обе стороны от дивергентной границы плит. 